# Karl Enzler
Karl Enzler (geb. 29. März 1925 in Garmisch-Partenkirchen, Deutschland; gest. 22. Februar 1995 in Fürstenfeldbruck, Deutschland) war ein deutscher Eishockeyspieler.

## Spielerkarriere
Er spielte von 1947/48 bis 1956/57 für den SC Riessersee, mit dem er 1950 Deutscher Meister wurde.
Mit der deutschen Nationalmannschaft nahm er an den Olympischen Winterspielen 1952 und an den Eishockey-Weltmeisterschaften 1953, wo er mit ihr Vizeweltmeister wurde, und 1954 teil.